# Мамаду Сіссе
Мамаду Сіссе (нар. 2 червня 1986, Фріа, Боке, Гвінея) — гвінейський плавець.
Учасник Олімпійських Ігор 2008 року.